# Бусс, Владимир Александрович
Влади́мир Алекса́ндрович Бусс (род. 18 декабря 1942, с. Вознесенка, Макинского района, Целиноградская область, КССР)  — советский и российский энергетик.
Директор Тюменской ТЭЦ-2, генеральный директор «МЭС Волги», «Волгаэнерго», руководитель Воткинской и Камской ГЭС.

## Биография
1959—1964 — электрослесарь транспортно-ремонтной базы Степной экспедиции, г. Макинск Целиноградской области, 1964 —техник службы релейной защиты эл. сетей Целинэнерго, г. Целиноград, Казахской ССР
1964—1967 — служба в армии (военный строитель в/ч 55699 Туркестанского военного округа, Семипалатинская область).
1967—1969 — ст. инженер по электроснабжению, КИП и А в/ч 73735 Турк. ВО, ст. инженер-энергетик Мостоотряда №14 Минтрансстроя СССР.
В 1972 году окончил Новосибирский электротехнический институт по специальности «Автоматика и телемеханика». 1969–1975 — электрослесарь, старший мастер, зам. начальника цеха Тахиаташской ГРЭС, Узбекэнерго.
1975—1982 — зам. начальника цеха, секретарь парткома, начальник цеха, замдиректора Нижнекамской ТЭЦ-1; 
1982—1985 — зам. директора Тюменской ТЭЦ, директор строящейся Тюменской ТЭЦ-2.
1985—1989 — директор Тюменской ТЭЦ-2.
1989—1997 — зам. начальника ТЭО «Волгаэнерго» Минэнерго СССР, зам. начальника объединенной энергосистемы Поволжья «Волгаэнерго» РАО «ЕЭС России».
1997—1999 — генеральный директор Волжских межсистемных электрических сетей (МЭС Волги) РАО «ЕЭС России», г. Самара.
1999—2003 — генеральный директор представительства РАО «ЕЭС России» по управлению акционерными обществами «Волгаэнерго», г. Самара.
С июля 2003 года — замгендиректора по ГЭС ОАО УК «Волжский гидроэнергетический каскад».
С августа 2005  по 2007 — руководитель двух ГЭС в составе РусГидро — Воткинской и Камской.
2008—2009 — замдиректора Жигулёвской ГЭС.

## Административно-управленческая деятельность
В период работы в Нижнекамске и Тюмени избирался депутатом городских Советов.
В 1990-е годы под его руководством как гендиректора по управлению акционерными обществами «Волгаэнерго», был осуществлён ввод мощностей на генерирующих и сетевых структурах Поволжья, ввод новых объектов, расширение и повышение надёжности действующих. 
В 2003—2007 годах под руководством В. А. Бусса Камская ГЭС произвела модернизацию оборудования и увеличила мощности; по итогам работы в 2006 году вышла победителем в конкурсе «Промышленный лидер Прикамья», став также победителем в смотре-конкурсе «Лучшее предприятие города по эффективности производства и решению социальных вопросов». Был отремонтирован мост, проходящий через плотину Камской ГЭС, проведена реконструкция сквера Камской ГЭС и проведены иные мероприятия по благоустройству прилегающей территории, на предприятии была реализована экологическая программа. Одновременно Воткинская ГЭС под его руководством также была удостоена различных наград за социально значимую деятельность.

## Награды

### Государственные
- Медаль «Ветеран труда» (1988).
- Заслуженный энергетик РФ (1995)[4].
- Орден Почёта (2002)[6].
- Заслуженный энергетик Республики Марий Эл (2002)[1].
- Заслуженный энергетик СНГ (2007)[26].

### Отраслевые
- Почётный энергетик (1994).
- Ветеран энергетики (1997).
- Почетный работник ТЭК (1998).
- Заслуженный работник ЕЭС России (1999).
- Почётный знак «За заслуги перед российской электроэнергетикой» (2002).
- Почётный знак МЧС «За заслуги» (2003).
- Почетный знак «За заслуги перед Самарской областью» (2018)[14].

### Книги
- 75 лет Орджоникидзевскому району города Перми. Летопись Орджоникидзевского района. Пермь, 2015. С. 28.
- Время энергии. Пермь: ООО Издательство «Сота», 2014. 176 с. С. 139.
- Судьбы, дарящие свет. 50 лет со дня пуска первого гидроагрегата Воткинской ГЭС. Ижевск: ИИЦ «Бон Анца», 2011. 216 с. С. 103–104.

### Иные публикации
- Бусс Владимир Александрович // Забытые имена Пермской губернии.
- Бусс Владимир Александрович // РусГидро.
- Бусс Владимир Александрович // Награды России.
- Галанов Н. Станция работает уверенно // Огни Камы. 22 декабря 2005.
- Директора Камской ГЭС. Бусс Владимир Александрович // РусГидро.
- Директора Камской ГЭС. Владимир Александрович Бусс // Ретроспектива. Историко-архивный журнал. 2009.
- Камский тандем // Пермские новости. 15.12.2006.
- Новый заместитель генерального директора УК ВоГЭК на Воткинской ГЭС // Волжский гидроэнергетический каскад. 21.01.2005.
- Камская ГЭС борется с энергодефицитом региона с помощью модернизации // Коммерсантъ. 22 декабря 2006 №240. С. 15.
- Посвятил себя энергетике // Огни Камы. 18 декабря 2007.